# Autoroute A3 (Belgique)
Pour les articles homonymes, voir A3 et Autoroute A3.
L'autoroute belge A3 (classée en tant qu'E40, E25 et E42) est une autoroute partant de l'est de Bruxelles (Boulevard Reyers), passe par Louvain, pour arriver plus tard à Liège. Passé le ring de Liège, l'autoroute continue vers Verviers, Eupen et la frontière allemande.
La section entre Liège (échangeur de Hauts-Sarts) et la frontière allemande fait partie de l'Autoroute du Roi Baudouin (König Baudouin Autobahn en allemand et Koning Boudewijnsnelweg en néerlandais). En traversant la Hesbaye, la section wallonne entre Louvain et Liège est nommée la Hesbignonne.

## Description du tracé
|       | Dénomination                         | Destinations                                                                                    | BK    |
| ----- | ------------------------------------ | ----------------------------------------------------------------------------------------------- | ----- |
|       | Fin de l'autoroute, prolongée par la | Bruxelles, Schaerbeek, Etterbeek                                                                | 0,0   |
| 18    | Reyers                               | Place Meiser, Square Montgomery                                                                 | 0,8   |
| 19    | Evere                                | Evere, Woluwe-Saint-Lambert                                                                     | 2,6   |
| 20    | Kraainem                             | Kraainem (dont Woluwe-Saint-Étienne), Woluwe-Saint-Lambert                                      | 4,5   |
|       | Viaduc de Kraainem (330 m)           |                                                                                                 | 4,8   |
|       | Échangeur de Woluwe-Saint-Étienne    | Ring de Bruxelles                                                                               | 6,0   |
| 21    | Sterrebeek                           | Zaventem (Nossegem, Sterrebeek), Steenokkerzeel                                                 | 9,0   |
|       | Everberg                             |                                                                                                 | 11,3  |
| 22    | Bertem                               | Tervuren (dont Vossem), Bertem (dont Leefdaal)                                                  | 16,2  |
|       | Échangeur d'Heverlee                 | Autoroute Louvain − Genk − Aix-la-Chapelle                                                      | 18,3  |
|       | Heverlee                             |                                                                                                 | 19,6  |
| 23    | Haasrode                             | Louvain, Oud-Heverlee (dont Haasrode)                                                           | 23,9  |
| 24    | Boutersem                            | Boutersem (dont Neervelp)                                                                       | 31,2  |
|       | Willebringen (vers Bruxelles)        |                                                                                                 | 33,3  |
| 25    | Tienen                               | Tirlemont, Hoegaarden, Jodoigne                                                                 | 40,2  |
|       | Tirlemont                            |                                                                                                 | 44,1  |
| 26    | Hélécine                             | Hélécine, Jodoigne                                                                              | 45,5  |
| 27    | Lincent                              | Lincent, Hannut                                                                                 | 51,4  |
|       | Waasmont                             |                                                                                                 | 53,5  |
| 28    | Walshoutem                           | Landen (dont Walshoutem), Hannut                                                                | 55,0  |
| 28a   | Berloz                               | Berloz, Geer                                                                                    | 62,2  |
|       | Waremme                              |                                                                                                 | 67,1  |
| 29    | Waremme                              | Waremme, Oreye                                                                                  | 70,2  |
|       | Oreye (vers Bruxelles)               |                                                                                                 | 72,0  |
| 30    | Crisnée                              | Crisnée, Fexhe-le-Haut-Clocher, Tongres                                                         | 77,7  |
|       | Crisnée                              |                                                                                                 | 79,0  |
| 31    | Hognoul                              | Awans (dont Hognoul), Ans (Loncin)                                                              | 82,3  |
|       | Échangeur de Loncin                  | Autoroute Mons − Namur − Liège (autoroute de Wallonie) Autoroute Liège − Bastogne − Neufchâteau | 84,6  |
| 32    | Alleur                               | Ans (dont Alleur)                                                                               | 87,7  |
| 33    | Rocourt                              | Liège (dont Rocourt)                                                                            | 89,0  |
|       | Échangeur de Vottem                  | Autoroute Anvers − Hasselt − Liège                                                              | 90,6  |
|       | Échangeur de Hauts-Sarts             | Liaison A3 − A13                                                                                | 93,9  |
| 34    | Hermée Hauts-Sarts                   | Oupeye (dont Hermée)                                                                            | 94,8  |
| 35    | Herstal                              | Herstal, Oupeye (dont Hermée)                                                                   | 96,2  |
|       | Viaduc de Chertal (670 m)            |                                                                                                 | 96,8  |
|       | Échangeur de Cheratte                | Autoroute Liège − Maastricht                                                                    | 97,4  |
| 36    | Barchon                              | Blegny (dont Barchon, Housse, Saive)                                                            | 100,3 |
| 36b   | Tignée                               |                                                                                                 | 102,0 |
|       | Melen (vers Aix-la-Chapelle)         |                                                                                                 | 104,2 |
| 37    | Herve                                | Herve, Fléron, Soumagne                                                                         | 105,7 |
|       | Viaduc de José (420 m)               |                                                                                                 | 107,7 |
|       | Viaduc de Herve (459 m)              |                                                                                                 | 109,3 |
|       | Haut-Regard                          |                                                                                                 | 110,2 |
|       | Échangeur de Battice                 | Autoroute Verviers − Saint-Vith − Prüm                                                          | 111,9 |
| 37b   | Thimister-Clermont                   | Thimister-Clermont, Limbourg                                                                    | 116,0 |
|       | Haut-Vent                            |                                                                                                 | 117,1 |
|       | Viaduc du Ruyff (330 m)              |                                                                                                 | 120,6 |
| 37t   | East Belgium Park                    | Welkenraedt, Baelen                                                                             | 121,7 |
| 38    | Eupen                                | Eupen, Baelen                                                                                   | 123,7 |
| 38bis | Welkenraedt                          | Welkenraedt, Lontzen                                                                            | 124,0 |
|       | Walhorner Heide                      |                                                                                                 | 129,5 |
| 39    | Eynatten                             | Raeren (dont Eynatten, Hauset)                                                                  | 132,1 |
| 40    | Lichtenbusch                         |                                                                                                 | 134,5 |
|       | Lichtenbusch                         | Raeren (dont Lichtenbusch)                                                                      | 135,0 |
|       | Frontière allemande                  | Heerlen, Aix-la-Chapelle (Allemagne)                                                            | 135,1 |

## Galerie d'images

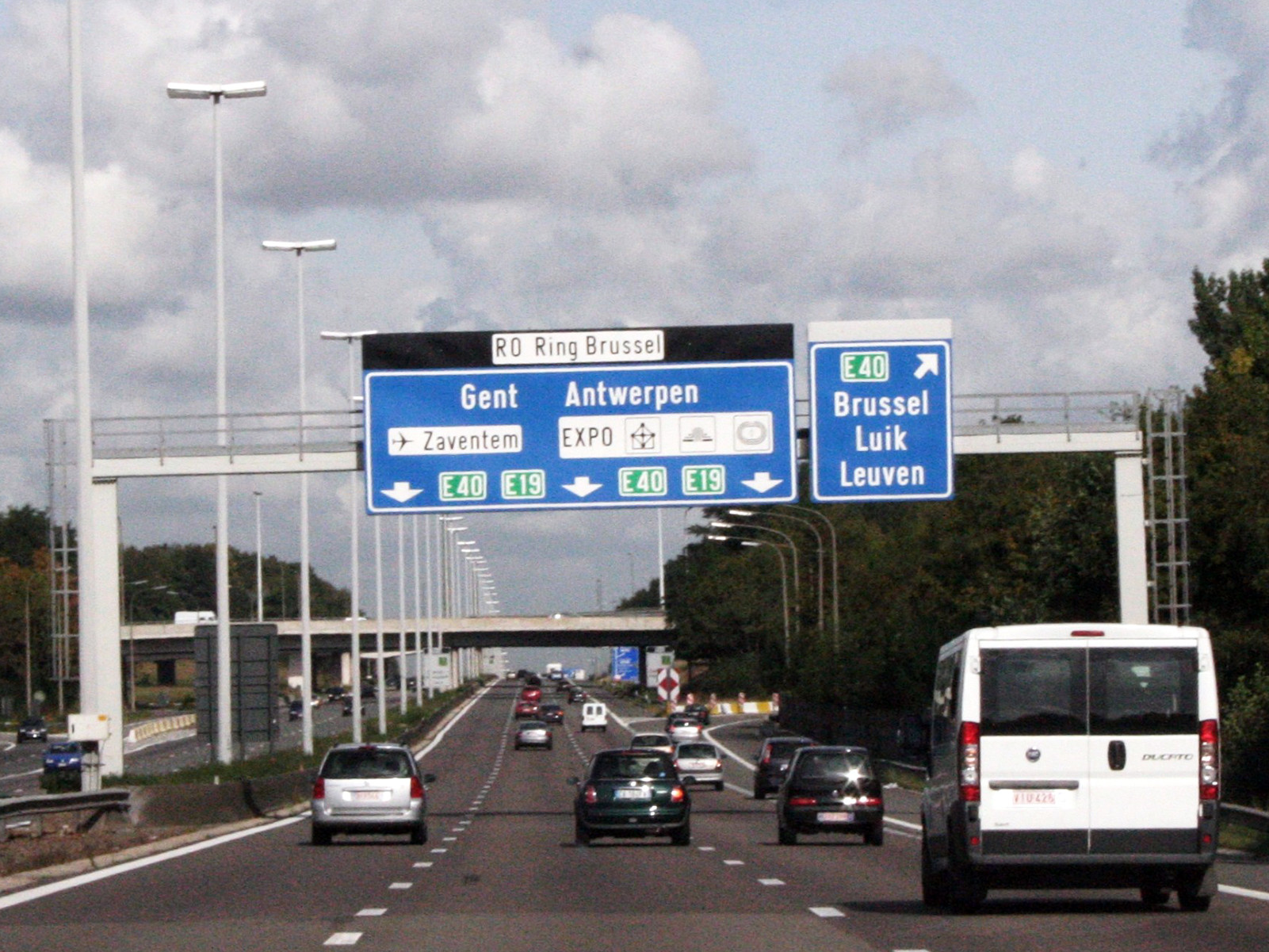
Croisement du ring de Bruxelles avec l'A3 à l'échangeur de Woluwe-Saint-Étienne.
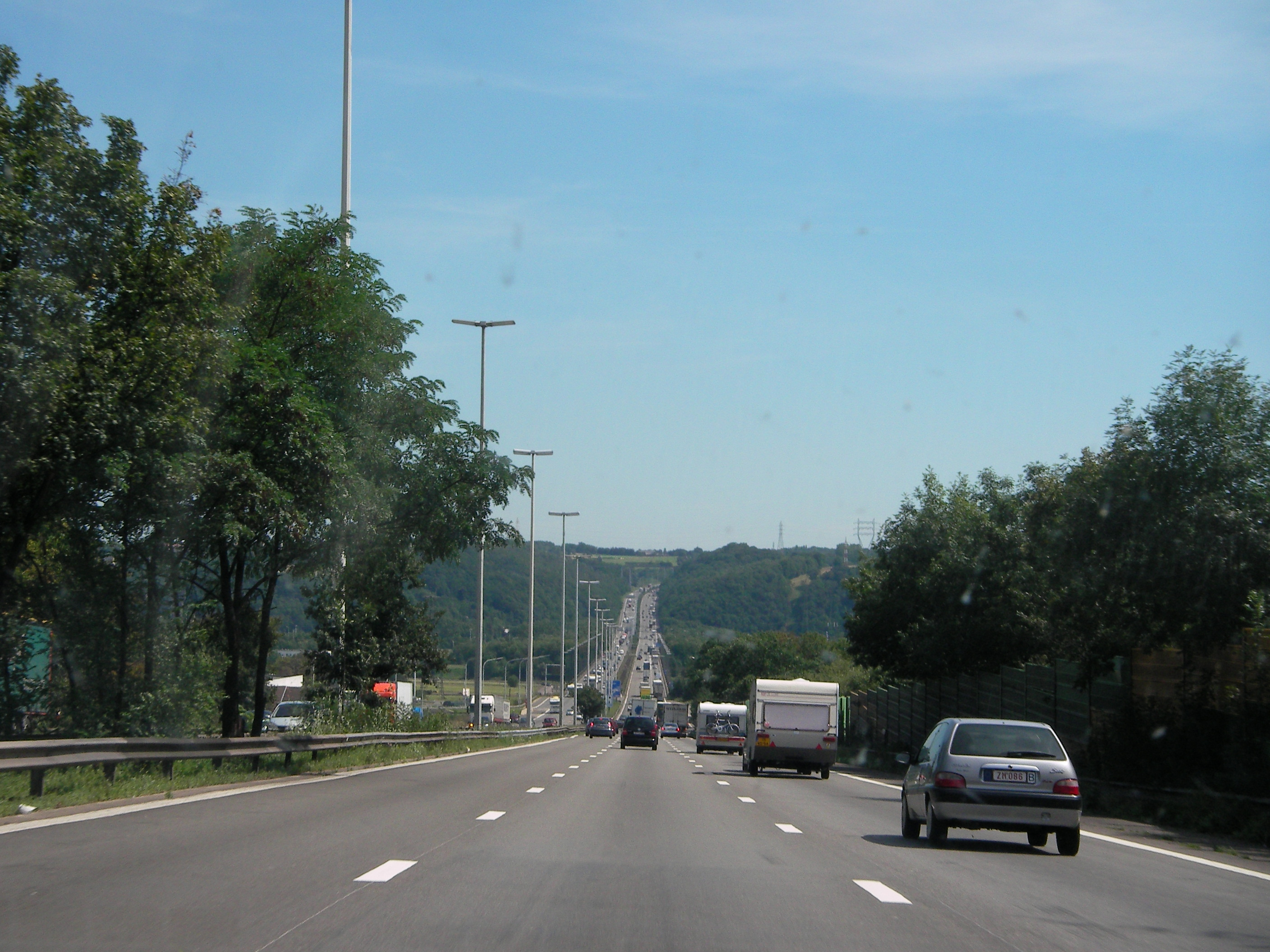
L'autoroute descendant la vallée de la Meuse à proximité de Liège.
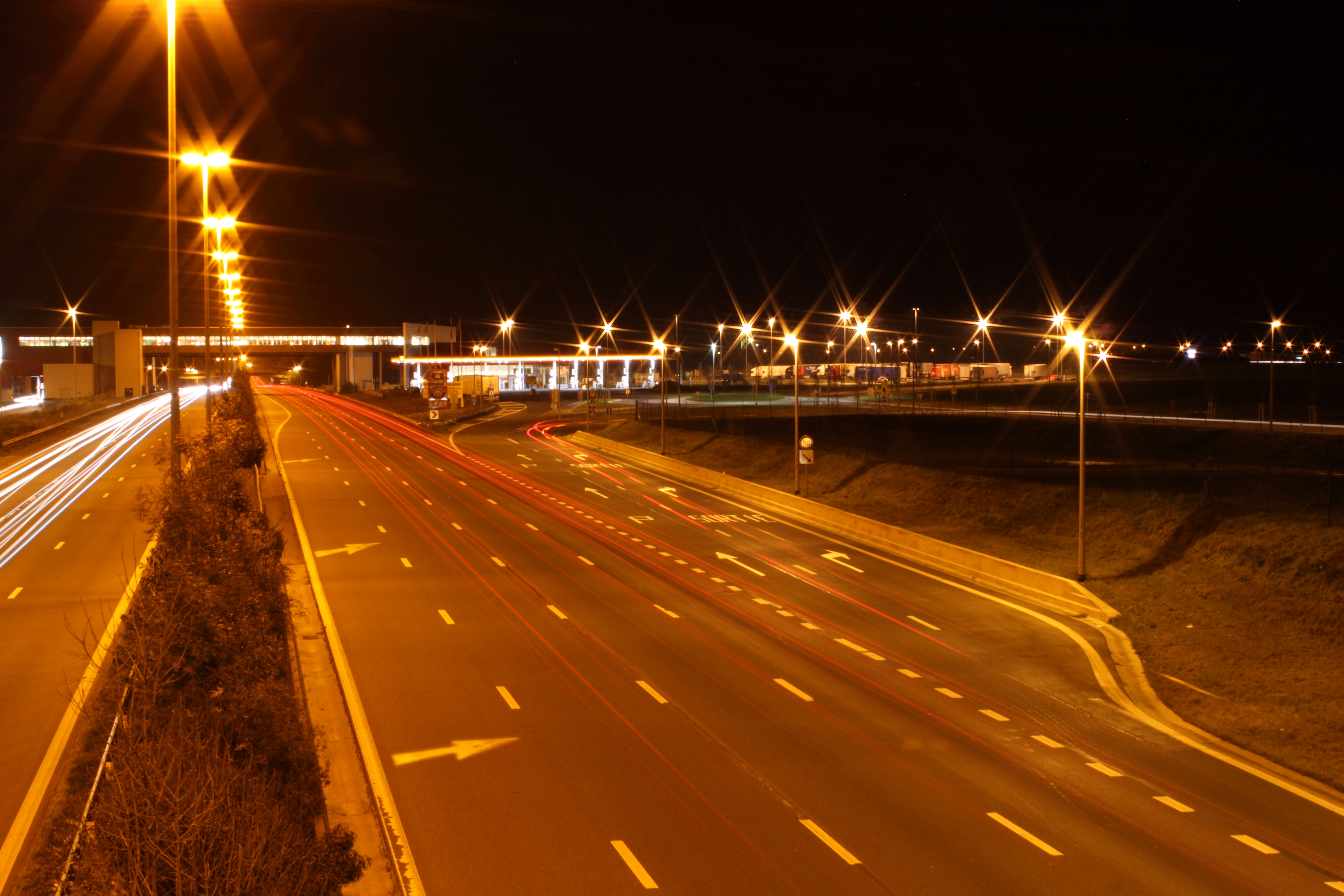
L'aire de repos de Tignée vue de nuit.
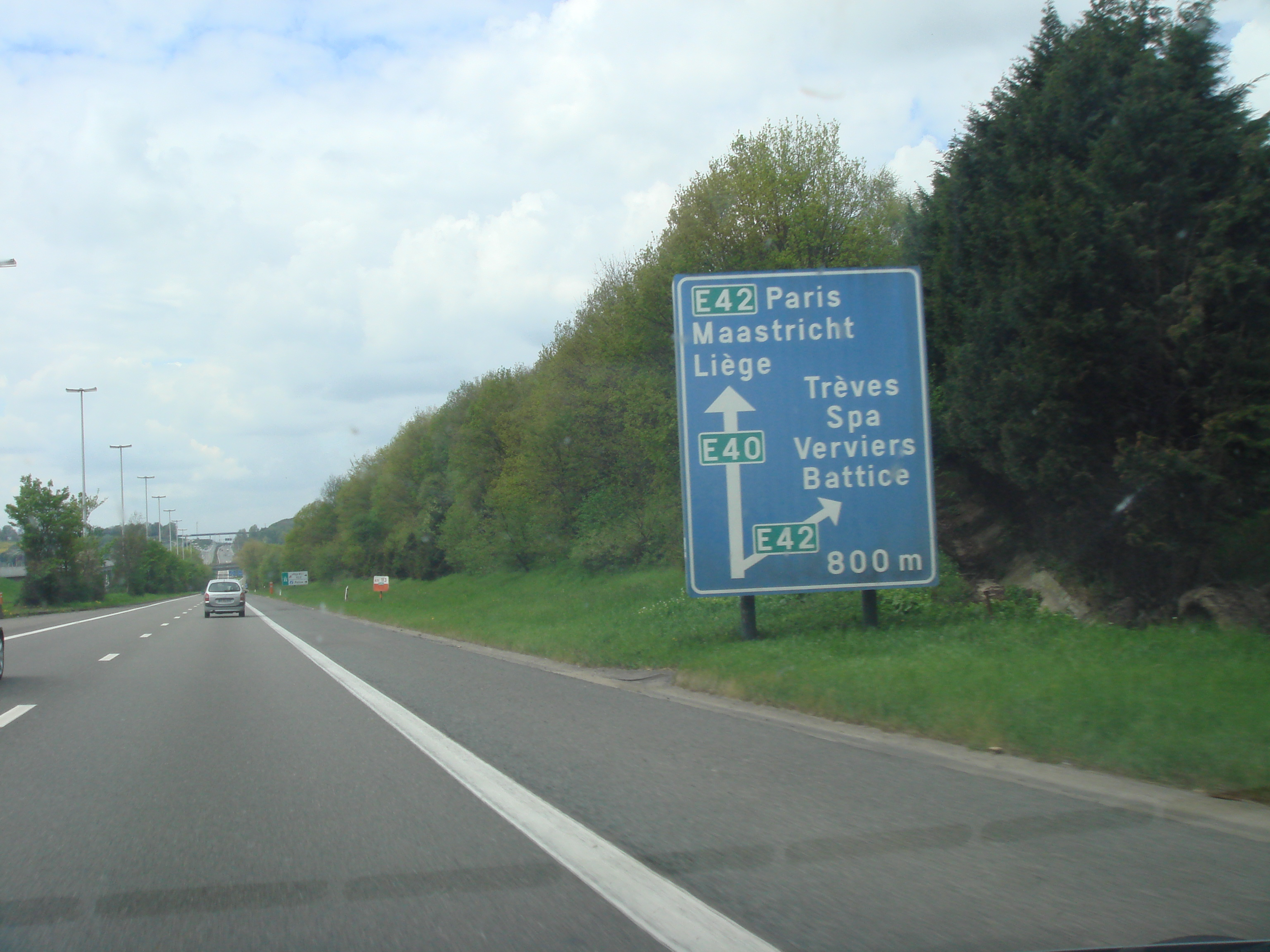
Croisement de l'autoroute avec l'A27 (E42) près de Battice.
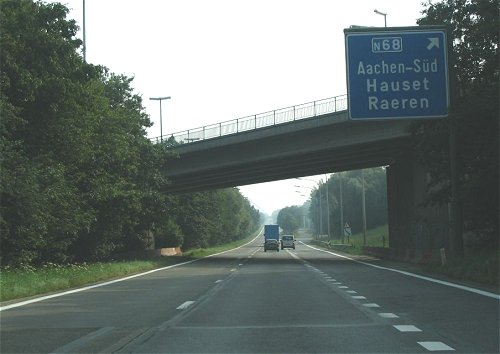
Sortie 39 : Eynatten.